# Einsatzgruppen

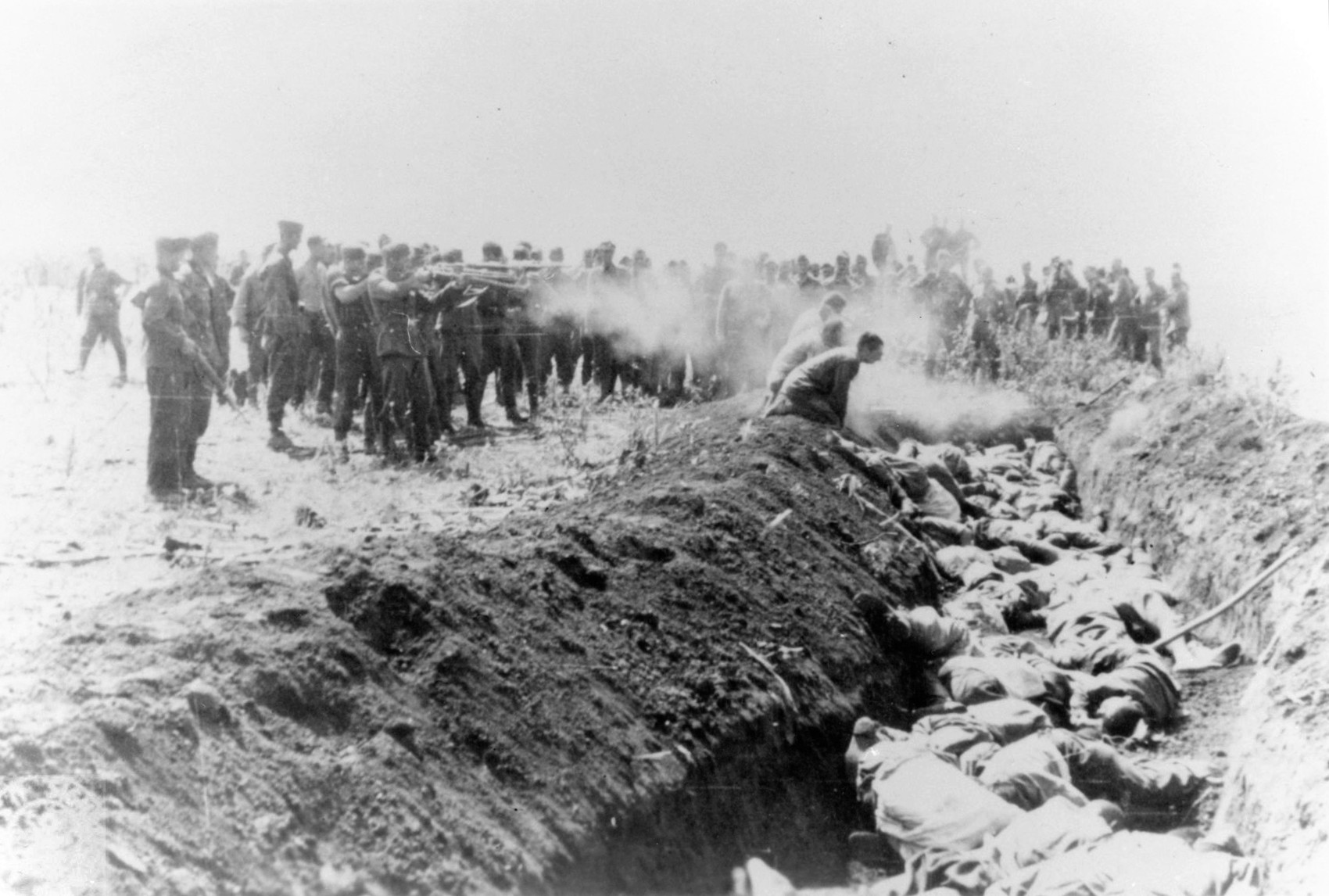
Hromadná poprava sovětských civilistů v roce 1941

Einsatzgruppen (něm. Einsatz, nasazení a Gruppe, skupina, lit. „Skupiny nasazení“; také „Pracovní skupiny“) byly polovojenské eskadry smrti spadající pod Schutzstaffel (SS) nacistického Německa, které byly odpovědné za masové zabíjení, zejména střelbou, během druhé světové války (1939–45) v Německem okupované Evropě. Einsatzgruppen hrály zásadní roli při provádění takzvaného „konečného řešení židovské otázky“ (Die Endlösung der Judenfrage) na územích dobytých nacistickým Německem. V těsné spolupráci s ostatními oddíly politické policie likvidovaly Židy, příslušníky inteligence, komunistické funkcionáře a sovětské politruky, lidi podezřelé ze spolupráce s partyzány a další skutečné i domnělé odpůrce Třetí říše po celé východní Evropě. Byly zapojeny do vraždění inteligence a kulturní elity v Polsku, včetně církevních hodnostářů.  Ač v nich působilo jen několik tisíc mužů, převážně ale ne výlučně Němců, mají patrně na svědomí celkem asi 2 miliony mrtvých, z toho přibližně 1,3 milionu Židů.
Navzdory obvyklým představám však Einsatzgruppen nebyly jedinou skupinou, která páchala zvěrstva. Běžně je páchali i "obyčejní vojáci" Wehrmachtu, Luftwaffe i dalších německých ozbrojených složek. Tento fakt dokazují například odposlechy německých zajatců  či dopisy, které vojáci posílali domů z fronty (citovaných například v knize Černá Zem od Timothyho Snydera) a ve kterých se svými zločiny otevřeně chlubili (což mimo jiné potvrzuje, že většinová německá společnost o zločinech své země věděla). Tato představa "Hodných obyčejných německých vojáků, co o ničem nevěděli" vznikla v poválečném období a nazývá se "Čistý Wehrmacht" (Saubere Wehrmacht) nebo "Mýtus o čistém Wehrmachtu". Další oblíbený narativ pak předstírá, že by za neuposlechnutí rozkazu ke spáchání zvěrstev byli němečtí vojáci okamžitě popraveni, tzv. Befehlnotstand, ale realita je taková, že za neuposlechnutí takových rozkazů vojáci buď vůbec trestáni nebyli (úkol byl prostě svěřen někomu jinému) nebo přeloženi (hrozba přeložením stačila k přesvědčení mnoha, neboť by ztratili své kamarády z jednotky) .

## Činnost

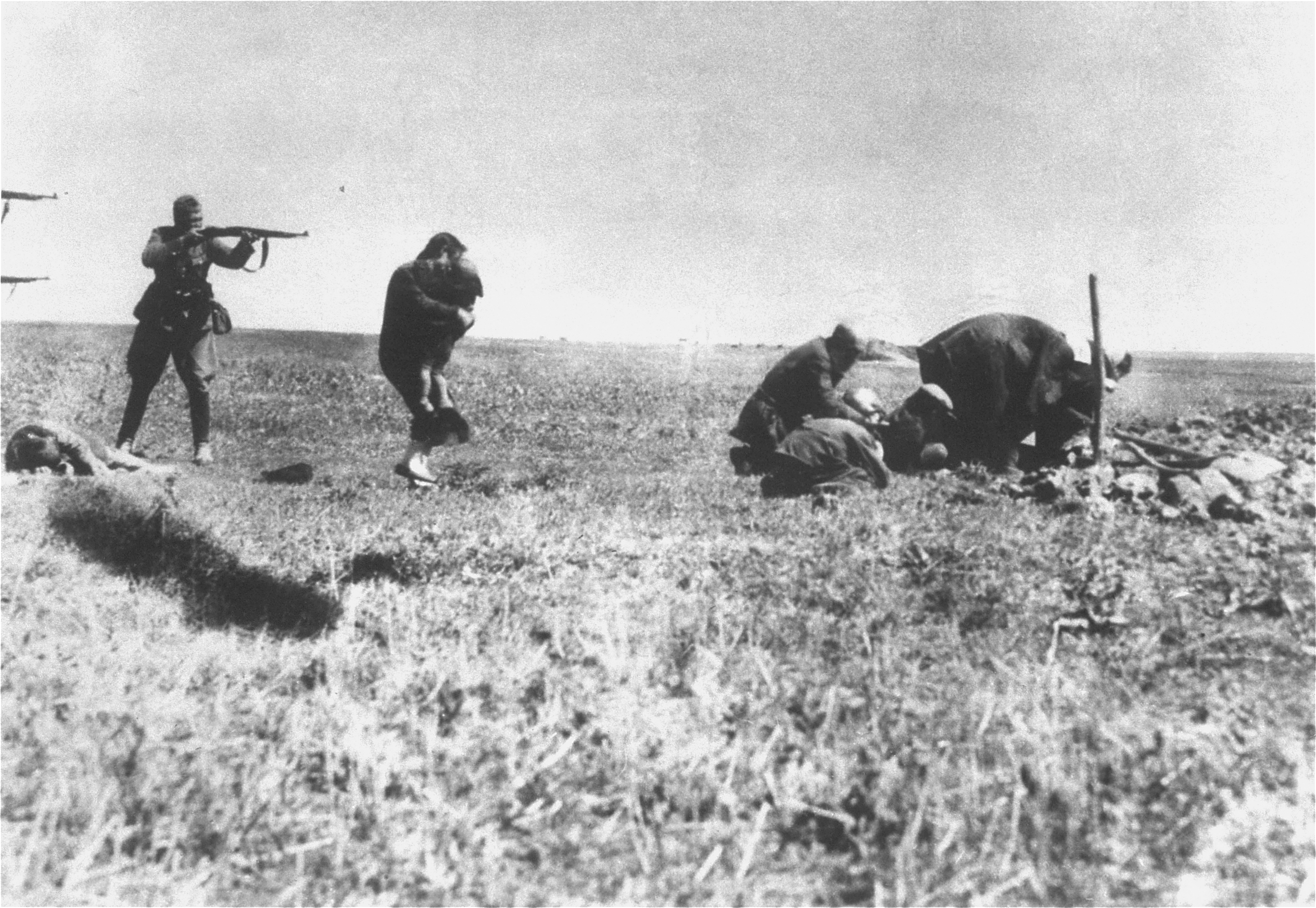
„Hon na Židy“ poblíž ukrajinského Ivangorodu

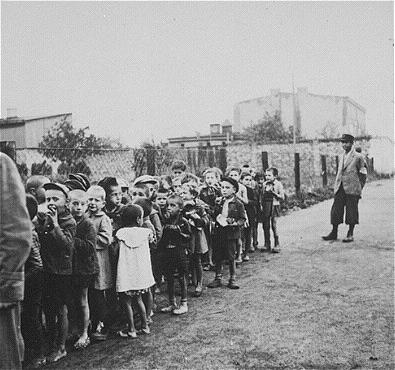
Deportace dětí

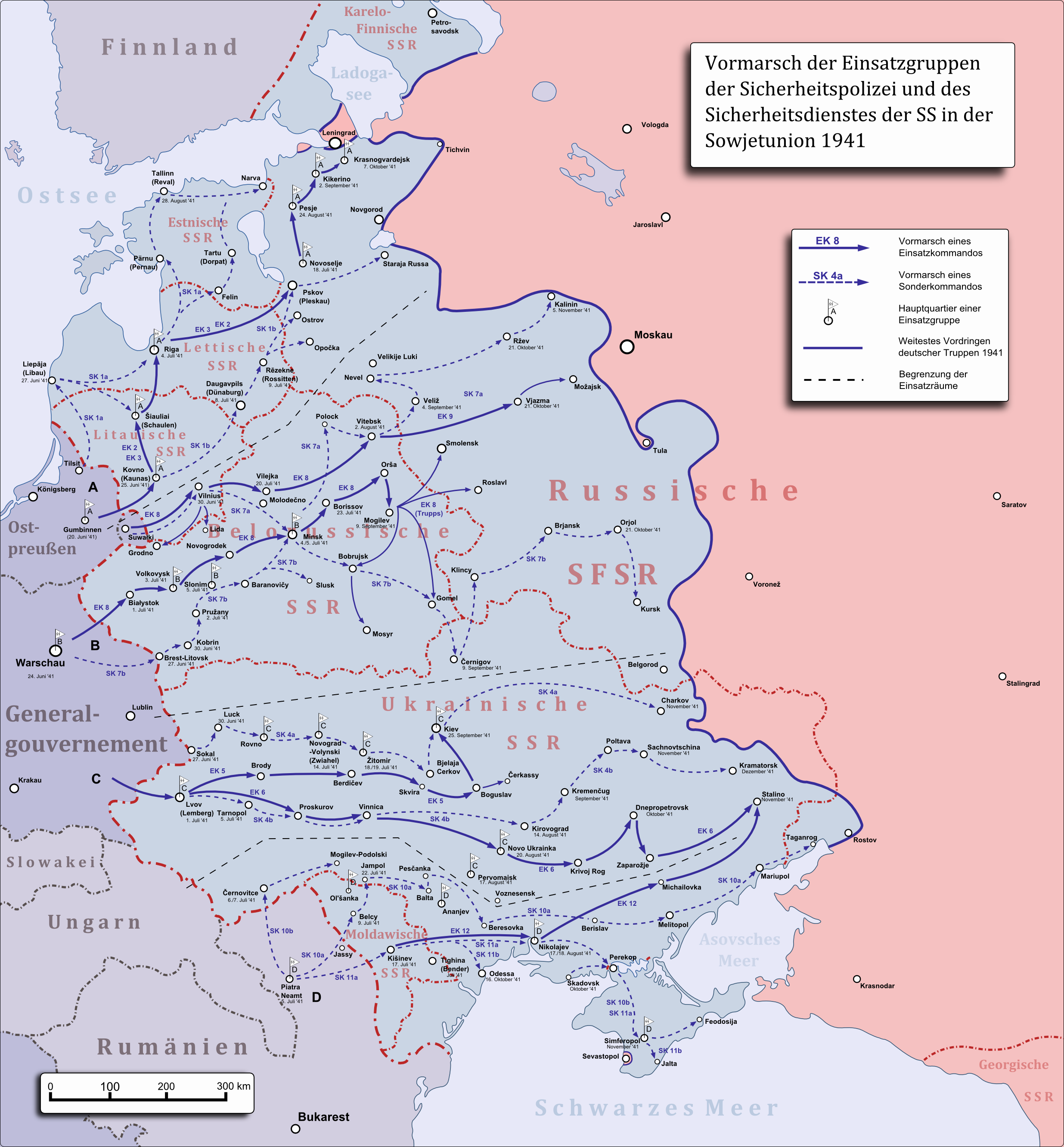
Směry postupu Einsatzgruppen v SSSR v roce 1941

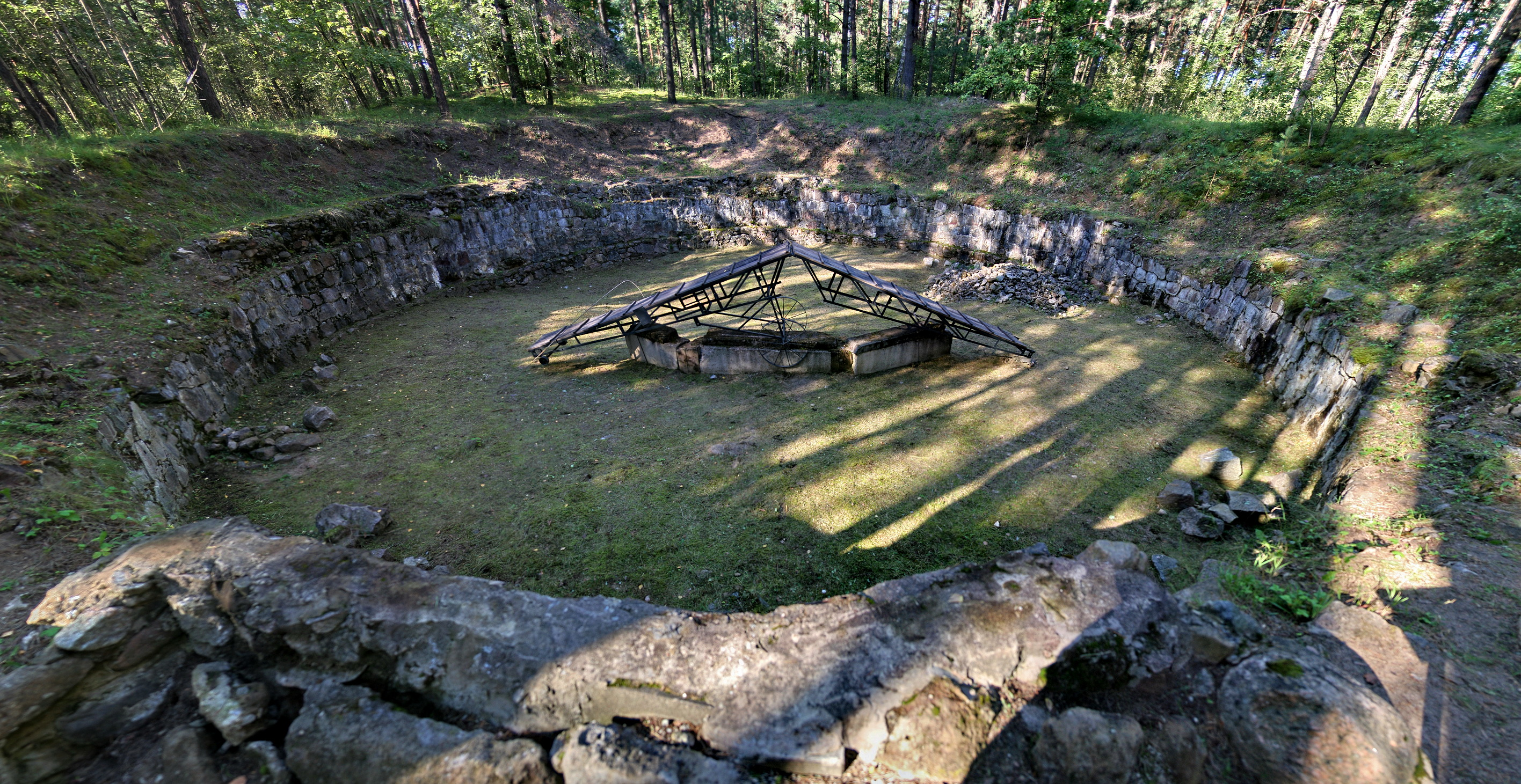
Místo ke zpopelňování obětí masakru v Ponarech

Pohotovostní jednotky Einsatzgruppen byly zřízeny vedoucími představiteli nacistického Německa již před invazí do Rakouska (anšlus) a obsazení Československa. Po obsazení Polska bylo jejich úkolem terorizovat místní obyvatelstvo a likvidovat nežádoucí osoby, v první řadě Židy, polskou inteligenci a kněze (operace Tannenberg). V květnu roku 1941 vznikly jednotky SS Einsatzgruppen určené pro činnost v Sovětském svazu, kam byl plánován německý útok – operace Barbarossa. Jejich úkolem byl jednak boj proti partyzánům, jednak likvidace skupin obyvatelstva – v první řadě Židů, komunistů a Cikánů, postupně následovalo vyhlazování slovanského obyvatelstva a příslušníků asijských menšin v Sovětském svazu. Veliteli těchto zvláštních jednotek byli příslušníci tajné státní policie gestapa (Geheime Staatspolizei), SD (Sicherheitsdienst) a SS (Schutz-Staffel). Mužstvo tvořili příslušníci gestapa, SD, SS, příslušníci pořádkové policie OrPo (Ordnungspolizei) a zejména příslušníci zbraní SS (Waffen-SS).
Existovaly:
- Einsatzgruppen (Einsatzkommando der Sicherheitspolizei und des SD). Je to časté obecné označení pohotovostní jednotky označované takto v německých zdrojích. Měly rozmanité složení a v německé odborné literatuře užívané pro nebojové oddíly jednotek Waffen SS, a příslušníků SD Heinricha Himmlera, které tvořili také příslušníci policejní složky SD, SIPO, OrPo a dalších.
- Sonderkampfgruppe. V překladu Speciální bojová jednotka. Jejich úkolem byl vojenský a záškodnický boj proti partyzánům, nebo speciální vojenské útvary Wehrmachtu nebo Waffen SS určené ke klasické bojové činnosti.
- Einsatzgruppen – Einsatzkommandos. Prováděly masakry civilistů a zajatých vojáků v týlu německých vojsk zpočátku v Polsku a později po celé Evropě. Mají na svědomí nejkrutější a nejdrastičtější válečné pogromy a masové vraždy polské inteligence, Židů, Cikánů, lidí odlišné barvy pleti – asijských menšin, tělesně a duševně postižených zejména na území východní Evropy, Balkánu a Sovětského svazu. Často vraždily všechny komunisty, antifašisty a v SSSR příslušníky NKVD. Jsou symbolem největších zločinů proti lidskosti a holokaustu spáchané během druhé světové války. Jejich počet dosáhl v počátku září 1939 celkem 16 Einsatzkommand tvořící dohromady 2700–3000 členů a jen v Polsku během podzimu 1939 mají na svědomí 60 000 lidí.

SS Einsatzgruppen (Einsatzkommanda) vykonávaly ty nejvíce odsuzované zločiny na okupovaném území Sovětského svazu. Např. v rokli Babí Jar u Kyjeva zavraždily koncem září přes 33 tisíc Židů, přičemž na tomto místě bylo celkem zmasakrováno 100–200 tisíc občanů SSSR. V rámci Akce 1005 se od května 1942 do roku 1944 pokusilo Německo zahladit stopy po řádění Einsatzgruppen.
Einsatzgruppen se označují také jako Sonderkommandos (Speciální kommando). V případě potřeby mohly požádat jednotky Einsatzgruppen o pomoc Wehrmacht, ještě důležitější byla pro ně spolupráce s místními policejními sbory na Ukrajině, v Lotyšsku či Litvě, kde jejich příslušníci bývali odměňováni z majetku ukradeného zavražděným obětem.
V Sovětském svazu byly čtyři Einsatzgruppy, přičemž každou z nich tvořilo 500–990 mužů, celkem sloužilo v Einsatzgruppen zhruba 3000 mužů.
- Einsatzgruppe A (velitel SS-Brigadeführer Dr. Franz Walter Stahlecker) – Pobaltí, sídlo „pevnost smrti číslo 9“ u Kaunasu
- Einsatzgruppe B (velitel SS-Gruppenfuhrer Arthur Nebe) – Bělorusko
- Einsatzgruppe C (velitel SS-Brigadeführer Dr. et Dr. Otto Rasch) – Ukrajina, sídlo Kyjev
- Einsatzgruppe D (velitel SS-Brigadeführer prof. Otto Ohlendorf) – Besarábie, Krym, Kavkaz

Způsob likvidace lidí těmito komandy byl nanejvýš brutální. Lidé byli vyhnáni z domovů, přičemž se stávalo, že nemohoucí lidé byli zastřeleni i v posteli. Ostatní odcházeli buď do transportů, které je odvážely do koncentračních táborů, nebo na určitá místa, kde muži museli vykopat masový hrob, načež lidé byli postupně stříleni a padali postupně do hrobu. Před exekucí se mnohdy museli dívat na oběti, které tam už ležely. Stávalo se, že se ženy před smrtí musely vysvléct do naha, některé z nich byly znásilněny nebo se samy podvolily, aby si zachránily život, ovšem většinou stejně byly druhý den zastřeleny, aby se Němci zbavili svědků masakru. Další „kratochvílí“ komand byly tzv. „hony“, při nichž byli lidé, kteří se schovávali v lese, stříleni jako lovná zvěř. Podobnou záležitostí bylo využívání odsouzených jako terčů při cvičných střelbách. Brutálním způsobem likvidace bylo i nahánění lidí na dopravní lodě, které byly v moři potopeny. Einsatzgruppy se účastnily i tzv. „vyčišťovacích protipartyzánských akcí“, při nichž bylo masakrováno civilní obyvatelstvo vesnic v příslušné oblasti. Při těchto akcích, které vykonávaly samostatně i jednotky Waffen SS, byli lidé přinuceni odejít do některé větší budovy (např. do kostela), přičemž tam byli buď upáleni zaživa, nebo zmasakrováni ručními granáty. Tyto vesnice (mezi nimiž byl např. i Český Malín, v němž žila česká menšina), pak byly do základů vypáleny.
Počet obětí řádění těchto jednotek není přesně znám. Předpokládá se, že jen v Sovětském svazu bylo těmito komandy smrti zlikvidováno zhruba 2 miliony osob, z toho asi 900 tisíc Židů (odhady se různí a pohybují se od 1 do 2,4 milionu). Některé zdroje uvádějí, že jednotky Einsatzgruppen mají na svědomí smrt až tří miliónů sovětských válečných zajatců. Odhady komplikuje i ta skutečnost, že není přesně známo, kolik zločinů spadalo pod přímou kompetenci jednotlivých skupin Einsatzgruppen, a kolik jí mají na svědomí další německé oddíly (Waffen SS, SS-Totenkopfverbände, Wehrmacht nebo jiné speciální skupiny).
Po vypuknutí Slovenského národního povstání v roce 1944 působily tyto jednotky i na Slovensku. Kromě potlačování povstání se účastnily masakrů, při nichž bylo povražděno přes 5 tisíc Slováků včetně starců, žen a dětí, bylo vypáleno 90 slovenských vesnic, a po válce bylo odkryto 211 hromadných hrobů.

## Metody a dokumenty
- Sonderfahndungsliste G.B.
- Kommissarbefehl

## Zločiny Einsatzgruppen
Následující zdokumentované zločiny na obsazených územích jsou připisovány jednotkám Einsatzgruppen spíše než Wehrmachtu operujícímu na frontě. Některých protižidovských akcí na Ukrajině, v Litvě a v Lotyšsku se účastnily i místní antisemitské jednotky.

### Polsko
- Operace Tannenberg – 1939, vyhlazovací akce polských aktivistů, asi 20 000 obětí
- Intelligenzaktion – 1939–1940, vyhlazovací akce polské elity, asi 60 000 obětí
- Německá AB-Aktion v Polsku – 1940, zatčeno cca 30 000 Poláků, bezprostředních obětí asi 7 000
- Operace Reinhard – 1941–1943, vyhlazovací tábory, asi 1,5 milionů obětí – Židů

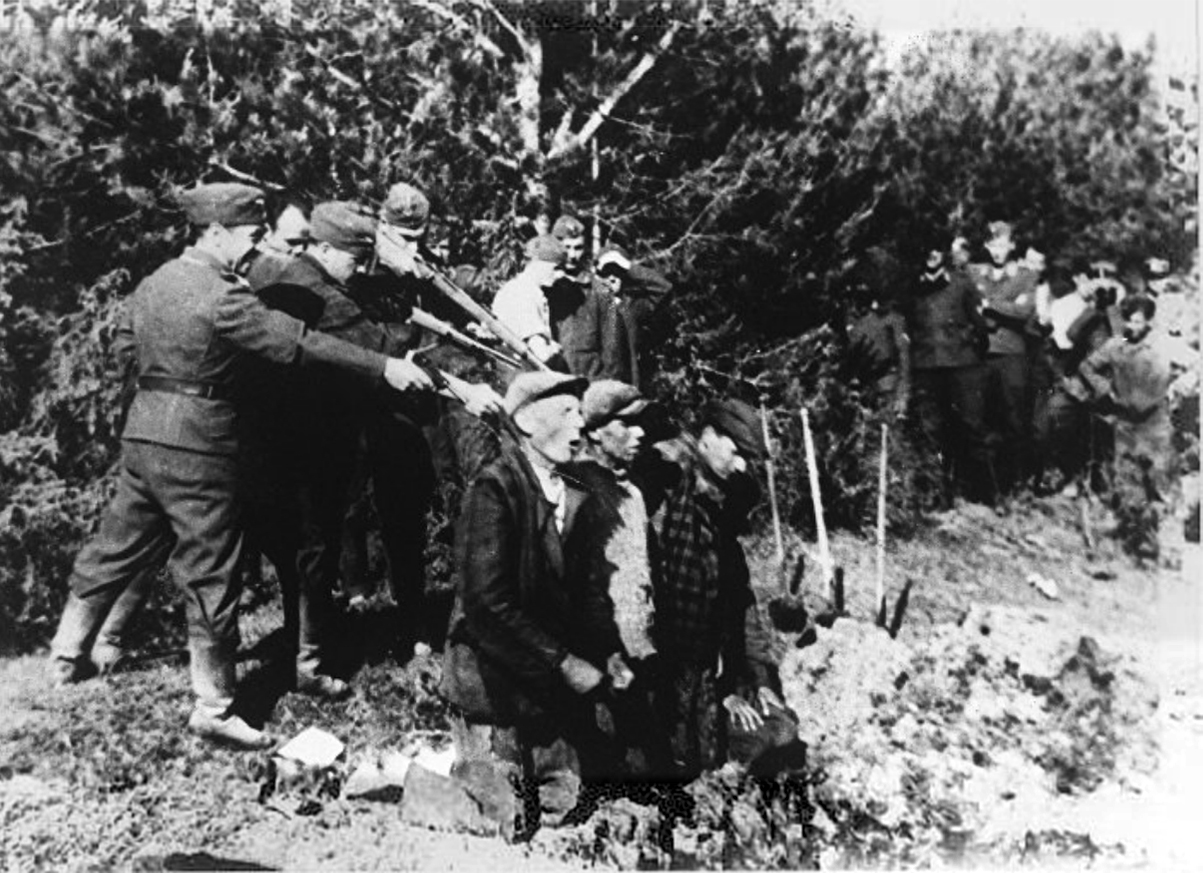
Jednotky Einsatzgruppen vraždí u litevského Kovna

### Litva
- Devátá pevnost – 1941–1944, židovské ghetto, asi 30 000 obětí
- Kaunaský pogrom – 1941, Kaunaský pogrom, asi 3 000 obětí – Židů
- Kaunaský masakr 29. října 1941 – 1941, masová vražda asi 9 000 Židů v Deváté pevnosti
- Masakry v Deváté pevnosti v listopadu 1941 – 1941, masová vražda asi 5 000 Židů v Deváté pevnosti
- Masakr v Ponarech – r. 1941–1944, masové vražda převážně polských Židů, ale i Poláků a Rusů, asi 100 000 obětí

### Lotyšsko
- Vypálení synagog v Rize – r. 1941, akce proti Židům za nacistické okupace
- Akce Dünamünde – 1941, dvě hromadné vraždy lotyšských Židů, asi 4 000 obětí
- Masakry v Jelgavě – 1941, asi 2 000 židovských obětí
- Ghetto v Daugavpils – 1941–1942, odhady počtu obětí okolo 16 000 Židů
- Masakr v Rumbule – 1941, dvoudenní masové vraždy Židů, asi 25 000 obětí
- Masakry v Liepāje – 1941, série hromadných vražd, asi 5 000 obětí, většinou Židů

### Estonsko
- Kalevi-Liiva – 1941–1943, hromadné vraždy (také československých) Židů, odhad 3 000 až 5 000 obětí

### Bělorusko
- Ghetto Łachwa – 1941–1942, povstání v židovském ghettu, asi 500 obětí
- Ghetto v Minsku – 1941–1943, stotisícové židovské ghetto, asi 20 000 obětí
- Aféra ve Slucku – 1941, dvoudenní vraždění, asi 4 000 převážně židovských obětí

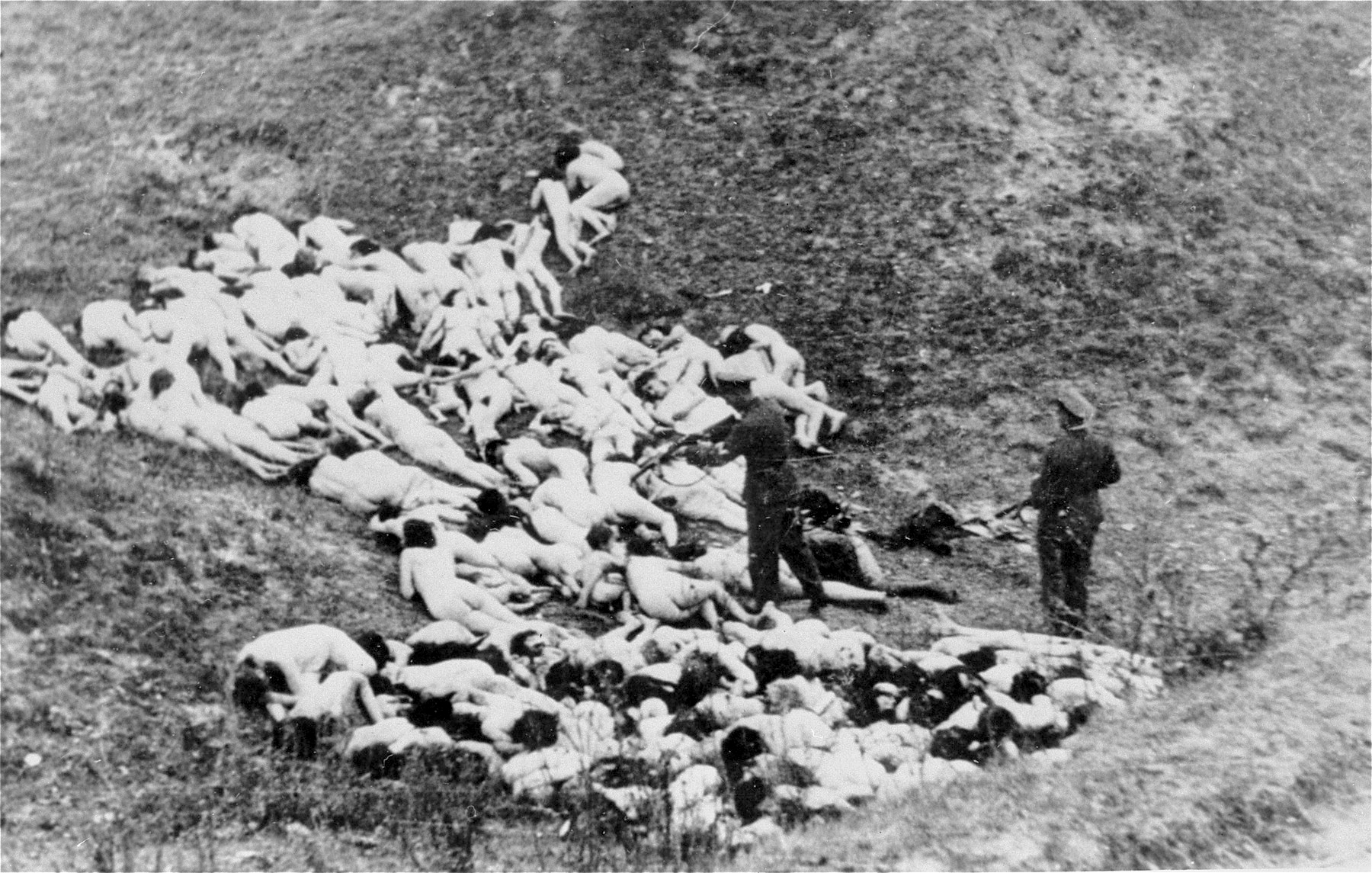
Příslušníci Einsatzgruppen a Ordnungspolizei vraždí židovské ženy při likvidaci ghetta v Mizoči v roce 1942

### Ukrajina
- Masakr v Babím Jaru – 1941, masové vyvražďování kyjevských Židů, asi 33 000 obětí
- Drobickij Jar – 1941, masový hrob, asi 16 000 obětí
- Ghetto Drohobyč – 1941–1943, židovské ghetto
- Masakr v Kamenci Podolském – 1941, likvidace maďarských Židů, asi 23 000 obětí
- Pogromy ve Lvově – 1941, ukrajinskými nacionalisty a Einsatzgruppen zavražděno asi 10 000 Židů
- Ghetto v Mizoči – 1942, postříleno asi 2 000 Židů po vzpouře v Mizoči, fotografováno Einsatzgruppen
- Masakr v Oděse – 1941–1942, série masakrů v Podněstří, asi 30 000 obětí

### Rusko
- Rokle Petrušino – 1941–1943, zastřeleno asi 7000 obyvatel města Taganrog
- Zmijovskaja balka – 1942, zavražděno 27 000 Židů a sovětských civilistů

## Soudní proces
Proces s Einsatzgruppen byl devátým z dvanácti navazujících norimberských procesů. Probíhal od 15. září 1947 do 10. dubna 1948 v soudní síni číslo 600 Norimberského justičního paláce, kde již probíhal hlavní Norimberský proces s válečnými zločinci. Na rozdíl od hlavního procesu s válečnými zločinci se proces s Einsatzgruppen konal před americkým vojenským soudem (Norimberský vojenský tribunál) tedy nikoli pod dohledem čtyř vítězných mocností. Oficiálně byl proces nazván „Spojené státy americké proti Otto Ohlendorfovi a spol.“.
Obžalováno bylo 24 bývalých důstojníků SS, kteří byli jako velitelé Sicherheitspolizei a operačních jednotek SD odpovědní za zločiny spáchané operačními skupinami v okupovaném Sovětském svazu. Souzeni byli za zločiny proti lidskosti, válečné zločiny a členství ve zločineckých organizacích. Obžaloba předpokládala na základě zpráv Einsatzgruppen více než milion obětí těchto jednotek. 
Proces skončil bez osvobozujících rozsudků: 14 obžalovaných bylo odsouzeno k trestu smrti, dva dostali doživotí a pět bylo odsouzeno k trestu odnětí svobody v rozmezí 10 až 20 let. Jeden obžalovaný spáchal sebevraždu před zahájením soudního procesu, jeden vypadl z procesu kvůli nemoci a další byl po odpykání trestu ve vazbě propuštěn. V průběhu západní integrace Spolkové republiky Německo zmírnil vysoký komisař John McCloy na doporučení Poradního výboru pro shovívavost počátkem roku 1951  celkem 10 ze 14 rozsudků smrti vůči odsouzeným umístěným v Landsbergu. Čtyři rozsudky smrti byly změněny na doživotí a šesti byly tresty sníženy na deset, respektive dvacet pět let. Dne 7. června 1951 byly vykonány čtyři rozsudky smrti, konkrétně na Otto Ohlendorfovi, Erichu Naumannovi, Paulu Blobelovi a Werneru Braunemu. I ostatním vězňům byly zmírněny tresty, navíc ani jeden si neodseděl plnou délku. Poslední tři odsouzení byli propuštěni z vězení v květnu 1958.